# کیک‌اس‌تورنتس
کیک‌اس‌تورنتس (به انگلیسی: KickassTorrents) همچنین شناخته‌شده با نام‌های کی‌ای‌تی (به انگلیسی: KAT)، یک فهرست وب شامل پیوندهای تورنت بود که امکان اشتراک فایل همتا به همتا را فراهم می‌نمود. کیک‌اس‌تورنتس در سال ۲۰۰۸ ساخته‌شد و در طول سال‌های مختلف در کنار پایرت بی جزو پربازدیدترین وبگاه های اشتراک پرونده به‌صورت همتابه‌همتا بود. این وبگاه در ژوئن ۲۰۱۶ به تور نیز پیوست و وارد دارک‌وب شد.

## توقیف

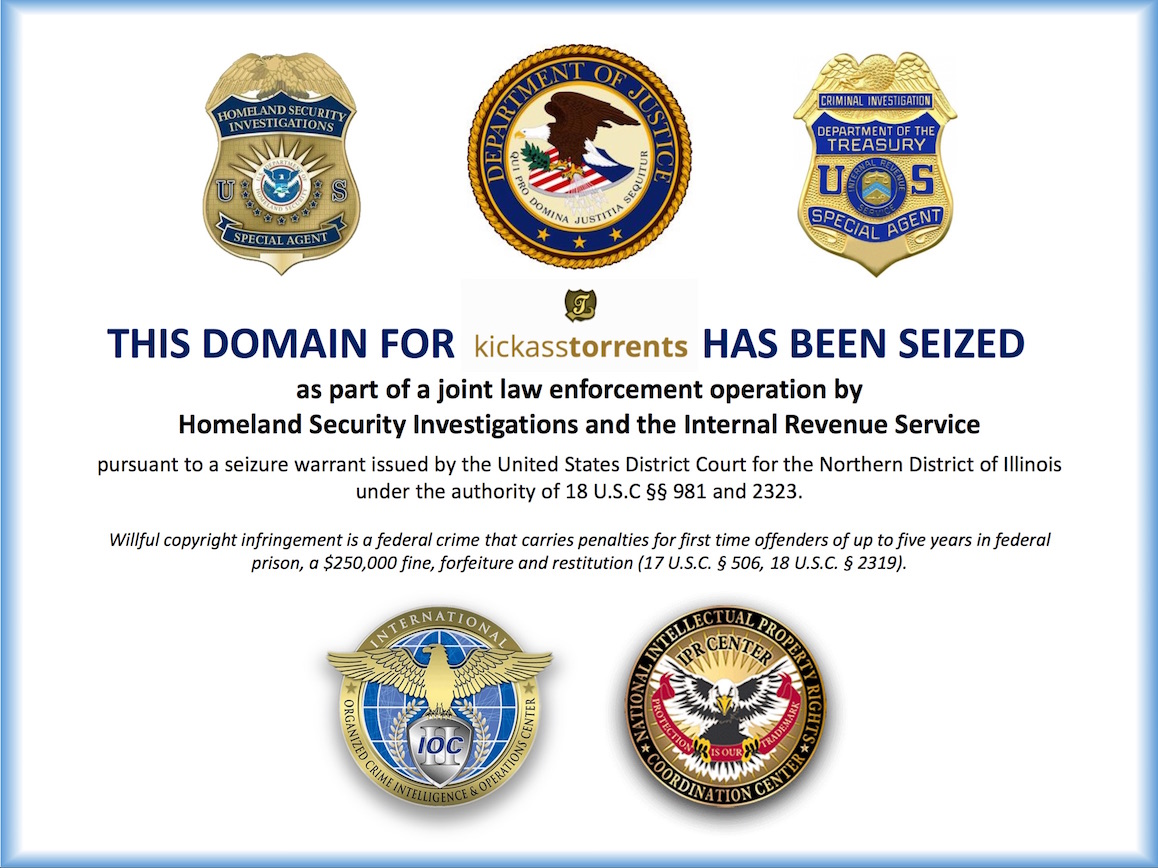
اعلامیه توقیف فدرال در صفحه اول وبگاه

فعالیت این وبگاه در ۲۰ ژوئیه ۲۰۱۶ متوقف شد. دلیل پایان فعالیت این وبگاه، توقیف دامنه اصلی آن توسط دولت ایالات متحده آمریکا بود. کارکنان کیک‌اس‌تورنتس همزمان با این اتفاق، پراکسی سرورهای مربوط به این سایت را جمع‌آوری کردند. کیک‌اس‌تورنتس در زمان توقیف، پربازدیدترین وبگاه اشتراک فایل در جهان بود.
دادستان‌های فدرال مستقر در شیکاگو همزمان با توقیف دامنه این وبگاه حکم دستگیری آرتم والین، مالک کیک‌اس‌تورنتس را صادر کردند. اتهام‌های این فرد اوکراینی شامل نقض مجرمانه حق تکثیر و اقدام به پول‌شویی بود. والین در نهایت در کشور لهستان دستگیر و به ایالات متحده آمریکا استرداد داده‌شد.
اعلامیه نوشته‌شده در کیک‌اس‌تورنتس بعد از توقیف بدین شرح بود: «این دامنه مربوط به کیک‌اس‌تورنتس توقیف شده‌است؛ به عنوان عملیات مشترک مجریان قانون مابین سازمان بازرسی وزارت امنیت میهن و اداره مالیات آمریکا.»

## تلاش برای بازیابی
بخشی از کارکنان سابق وبگاه در دسامبر ۲۰۱۶ سعی کردند کیک‌اس‌تورنتس را با ظاهر و امکانات سابق تحت دامنه «katcr.co» بازیابی کنند.
کمی بعدتر تلاش برای ساختن آلترناتیوهای مختلف کیک‌اس تورنتس ادامه یافت، از جمله وبگاه «آی‌دوپ» که با شعار «بزرگداشتی بر کیک‌اس‌تورنتس» فعال شد و در اواخر سال ۲۰۱۸ به کار خود پایان داد. بعد از توقیف دامنه اصلی کیک‌اس‌تورنتس، سایت‌های جعلی متعددی نیز شروع به فعالیت کردند. وبگاه‌های مذکور با تقلید ظاهر و نام کیک‌اس‌تورنتس اقدام به کلاهبرداری و اخاذی می‌نمایند.